# Pierre-Étienne Flandin
Pierre-Étienne Flandin (Parijs, 12 april 1889 - Saint-Jean-Cap-Ferrat, 13 juni 1958) was een Frans conservatief politicus.

## Biografie
Pierre-Étienne Flandin was de zoon van de magistraat en politicus Étienne Flandin (1853-1922). Pierre-Étienne Flandin studeerde rechten en werd advocaat. In 1914 werd hij voor de Parti Républicain Démocratique (PRD, Democratische Republikeinse Partij) in de Kamer van Afgevaardigden (Chambre des Députés) gekozen. Hij vertegenwoordigde het departement Yvonne. In 1920 werd hij onderstaatssecretaris van Luchtvaart en Luchttransport en bleef hij dit tot 1921. Hij was in 1924 gedurende een zeer korte tijd minister van Handel, Industrie en Posterijen, Telegrafie en Telefonie. In de kabinetten van premier André Tardieu was hij minister van Handel en Industrie (1929-1930). Hierna was hij minister van Financiën onder premier Pierre Laval (1931-1932) en in het derde kabinet-Tardieu. In 1934 was hij minister van Openbare Werken.
Pierre-Étienne Flandin was van 1933 tot 1940 voorzitter van de Alliance Démocratique (AD, Democratische Alliantie), de opvolger van de PRD.

## Premier
Pierre-Étienne Flandin werd op 8 november 1934 premier (Président du Conseil) van een conservatief kabinet bestaande uit Flandin's eigen AD, de Fédération Républicaine (FR, Republikeinse Federatie), de Parti Radical-Socialiste (PRS, Radicaal-Socialistische Partij) en de Radicaux Indépendants (RI, Onafhankelijke Radicalen). Als premier was hij voorstander van een krachtig optreden tegen Duitsland. Hij zocht, samen met zijn minister van Buitenlandse Zaken Pierre Laval, toenadering tot Groot-Brittannië en Italië, wat resulteerde in het Stresa-front (april 1935). Ofschoon een tegenstander van het communisme, zocht hij ook toenadering tot de Sovjet-Unie, wat weer resulteerde in het Frans-Sovjet-Russisch Non-Agressiepact (mei 1935). Op 1 juni 1935 trad Flandin af.
Van juni 1935 tot januari 1936 was Flandin minister van Staat en van januari tot juni 1936 was hij minister van Buitenlandse Zaken in het kabinet van premier Albert Sarraut. Tijdens deze periode bezette Hitler het Rijnland (7 maart 1936).
Nadat het linkse Volksfront (Front Populaire) in juni 1936 aan de macht kwam, ging Flandin in de oppositie. In 1938 betoonde hij zich een groot voorstander van het Verdrag van München.

## Rol tijdens deTweede Wereldoorlog
Na de Franse nederlaag tegen nazi-Duitsland vestigde Flandin zich in Vichy-Frankrijk. Van 14 december 1940 tot 9 februari 1941 was hij premier van de Vichy-regering. Hij was de opvolger van de pro-Duitse Pierre Laval. De pro-Britse en pacifistische Flandin was ervan overtuigd dat hij er goed aan deed om premier van de Vichy-regering te worden, zeker omdat het betekende dat Laval (tijdelijk) op een zijspoor was gezet (ofschoon de laatste wel Flandin's plaatsvervanger in regering was). De Duitsers waren niet te spreken over Flandin, die een te onafhankelijke koers ten opzichte van nazi-Duitsland voer. In februari 1941 werd Flandin dan ook - op aandringen van de Duitsers - ontslagen en werd Laval opnieuw premier.
In 1943 werd hij door de Vrije Fransen van generaal Charles de Gaulle gevangengenomen. In juli 1946 werd hij door het Hooggerechtshof veroordeeld en verloor hij voor vijf jaar zijn burgerrechten. Voornamelijk dankzij een getuigenis van Winston Churchill, werd hij in 1948 van alle blaam gezuiverd. Sinds 1948 nam hij weer deel aan de politiek. In 1950 werd hij opnieuw tot voorzitter van de Alliance Démocratique gekozen.
Pierre-Étienne Flandin overleed op 69-jarige leeftijd, op 13 juni 1958, te Saint-Jean-Cap-Ferrat (departement Alpes-Maritimes).

## Ministersposten
- Onderstaatssecretaris van Luchtvaart en Luchttransport (20 januari 1920 - 16 januari 1921
- Minister van Handel, Industrie, Posterijen, Telegrafie en Telefonie (9 - 14 juni 1924
- Minister van Handel en Industrie (3 november 1929 - 21 februari 1930, 2 maart - 13 december 1930)
- Minister van Financiën (27 januari 1930 - 3 juni 1932
- Minister van Openbare Werken (9 februari - 8 november 1934)
- Premier van Frankrijk (Président du Conseil) (8 november 1934 - 1 juni 1935
- Minister van Staat (7 juni 1935 - 24 januari 1936)
- Minister van Buitenlandse Zaken (24 januari - 4 juni 1936)
- Premier van Frankrijk (Président du Conseil) (14 december 1940 - 9 februari 1941)

## Werken
- Paix et liberté (L’Alliance démocratique à l’action), Parijs, Flammarion, 1938
- Politique française 1919 - 1940, 1947

## Verwijzingen
1. 1 2 3  De Katholieke Encyclopaedie, door: red. (1951), dl. 10, blz. 718
2. ↑  Voorloper van de Alliance Démocratique
3. 1 2  Winkler Prins Encyclopedie, door: red. Winkler Prins (1976), dl. 7, blz. 537